# 燃油附加費
燃油附加費（Bunker Adjustment Factor，BAF），是海運和空運運費計算中的一項附加費用，用以對於燃油油價波動所造成運送成本提高，而向託運人（或貨主）所收取之一項海運費以外的附屬費用。
2022年1月4日，中国国际航空、中国海南航空、中国天津航空、中国昆明航空、桂林航空、西部航空、瑞丽航空等多家航空公司发布通知，根据中国国家发展改革委、民航局的相关文件精神，自2022年1月5日零时起（出票日期），取消征收国内航线燃油附加费。
2022年8月5日，多家航司下调国内航线燃油附加费。